# Wulstiger Lackporling
Der Wulstige Lackporling (Ganoderma adspersum, auch Ganoderma australe oder Ganoderma europaeum) ist ein Pilz aus der Gattung der Lackporlinge (Ganoderma) in der Ordnung der Porenpilze.

## Merkmale
Der Wulstige Lackporling ist ein stielloser, konsolenförmiger Pilz, der breit am Substrat angewachsen ist. Die Fruchtkörper werden 10–30 cm breit, stehen 10–35 cm vom Substrat ab und sind etwa 4–10 cm dick (an der Anwachsstelle). Seine Oberfläche ist kaum gezont, sondern wellig-höckerig und mit einer harten, nicht eindrückbaren (Unterschied zum Flachen Lackporling) Kruste bedeckt. An der Oberfläche ist der Wulstige Lackporling rotbraun gefärbt, bei älteren Exemplaren auch dunkel- bis schwarzbraun, wie beim Flachen Lackporling oft mit eigenem, kakaobraunem Sporenstaub bedeckt. Der Rand der Fruchtkörper ist cremefarben bis weißlich und wulstig (Name). Die Unterseite ist mit Poren bedeckt, diese sind 10–15 mm lang, pro mm stehen etwa 4–5 Poren, die Unterseite ist weiß und verfärbt sich bei frischen Fruchtkörpern auf Druck bräunlich.
Die mehrjährigen Fruchtkörper bilden mehrere Schichten von Poren aus, das Trama ist sehr dick (bei jungen Fruchtkörpern ein mehrfaches der Porenlänge), zäh und faserig, dunkelrotbraun, ohne weiße Einschlüsse (Unterschied zum Flachen Lackporling).
Im Gegensatz zum häufigeren Flachen Lackporling wird der Wulstige Lackporling nicht von der Zitzengallenfliege (Agathomyia wankowiczi) befallen.
Junge Fruchtkörper sind teilweise schwierig vom Flachen Lackporling zu unterscheiden, ein eindeutiges Trennmerkmal ist die Sporengröße: Sporen des Wulstigen Lackporlings sind etwa 9–11 µm lang und 6–8 µm breit, während die des Flachen Lackporlings nur 7–8 µm lang und 4,5–6 µm breit werden.

## Ökologie
Der Wulstige Lackporling ist ein durch Stammwunden eindringender Schwächeparasit und Saprobiont, der verschiedene Laub- und Nadelbäume besiedelt und im befallenen Holz eine Weißfäule erzeugt. Er ist in der Lage, an den Resten der zum Absterben gebrachten Wirtsbäume bzw. deren Stümpfen noch mehrere Jahre weiterzuleben. Der Wulstige Lackporling ist in der Lage, ein breites Spektrum an Laubbaumarten zu befallen, wobei er besonders an der Basis der Stämme erscheint. Die Art kommt in Deutschland vor allem außerhalb von Wäldern an warmen, sonnigen Standorten in Parks, Friedhofspflanzungen und an Straßenbäumen vor, er bevorzugt offenbar die wärmeren Standorte im Siedlungsbereich. Die Fruchtkörper sind mehrjährig und dadurch ganzjährig zu finden.

## Verbreitung
Der Wulstige Lackporling ist in tropischen bis subtropischen Bereichen verbreitet, in der Holarktis kommt er in mediterranen bis gemäßigten Gebieten vor. In Europa wird die Art in mediterranen und ozeanisch beeinflussten Gebieten von Italien, Spanien und Griechenland nordwärts bis zu den Hebriden, Dänemark und ins Baltikum, in Skandinavien, Russland und Belarus kommt die Art nicht vor. In Deutschland ist der Wulstige Lackporling sehr zerstreut verbreitet, in Lagen über 600 m nur an geschützten Stellen im Bereich von Siedlungen.

## Bedeutung
Der Wulstige Lackporling kommt als Speisepilz nicht in Frage, als Forstschädling ist er von geringer Bedeutung, kann aber durch Befall von Straßen- und Parkbäumen Schäden verursachen. Aufgrund seiner hervorragenden Zundereigenschaften wurde der Wulstige Lackporling nachweislich in der Jungsteinzeit zum Feuermachen und zum Gluttransport genutzt.